# Henryk Moruś
Henryk Moruś (ur. 25 marca 1943, zm. 18 sierpnia 2013 w Czarnem) – polski seryjny morderca, skazany w 1993 roku przez sąd za popełnienie siedmiu zabójstw na terenie województwa piotrkowskiego. W mediach jego nazwisko pojawiało się również w kontekście wyroku kary śmierci, wydanego przez polski sąd w trakcie obowiązywania moratorium na jej wykonywanie, zgodnie z Europejską konwencją praw człowieka, jako „ostatniego skazanego na karę śmierci”.

## Śledztwo i sprawa w I instancji

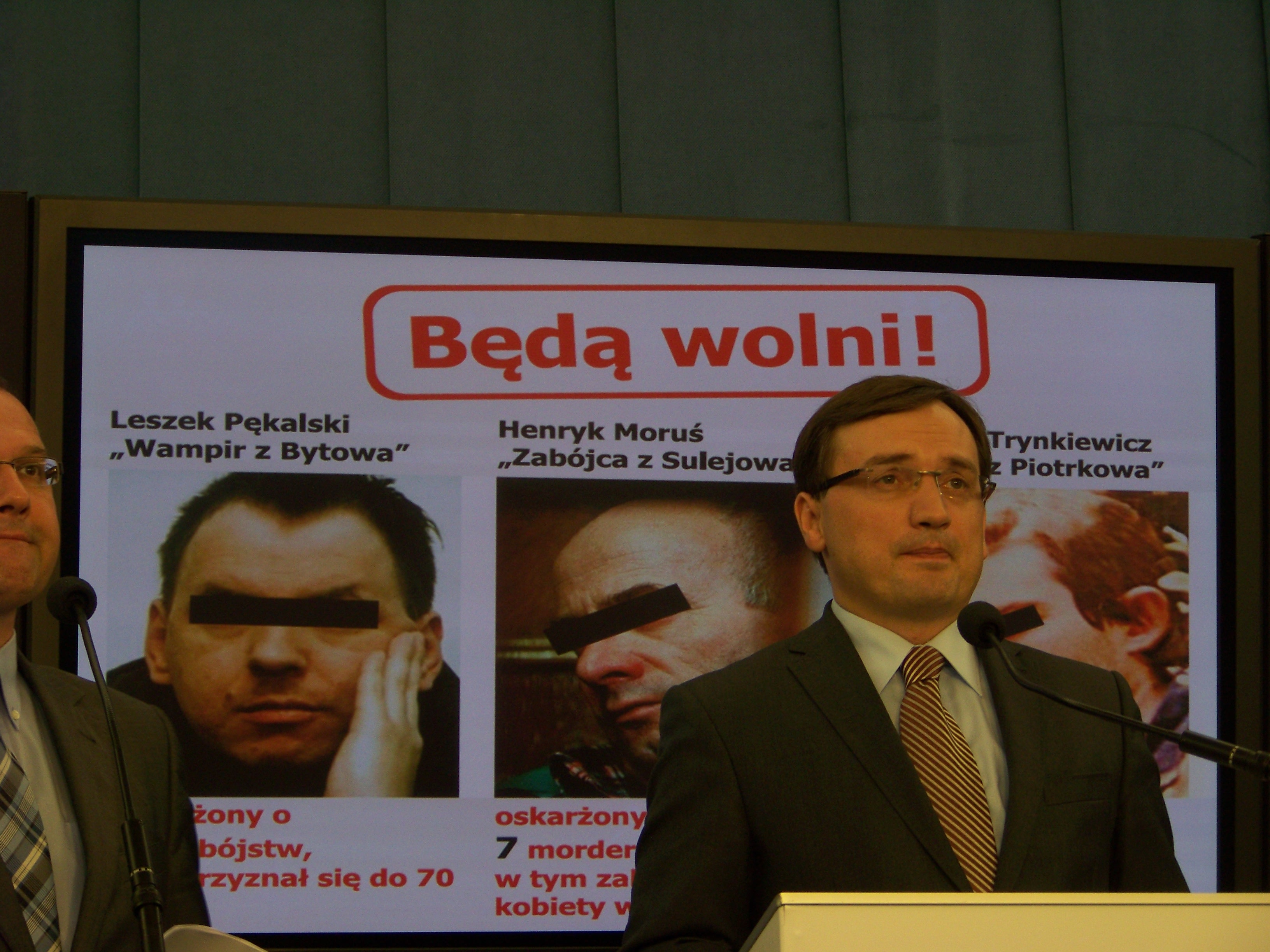
Konferencja Zbigniewa Ziobry w Sejmie, w tle na ekranie zdjęcie Henryka Morusia pośrodku (2012)

Henryka Morusia aresztowano w lipcu 1992 roku. Początkowo przyznał się do popełnienia wszystkich siedmiu zbrodni, które mu przypisano, tłumacząc je kłopotami materialnymi rodziny. Swoje zeznania odwołał jednak pod koniec postępowania przygotowawczego, oświadczając, że jest niewinny.
Prokurator zarzucił oskarżonemu, że z posiadanego karabinka sportowego zastrzelił siedem osób w celu rabunkowym. Pierwszego zabójstwa miał dokonać w roku 1986, a następnych w pierwszej połowie 1992 roku. Ofiarami Henryka Morusia byli:
| Lp. | Ofiara            | Wiek | Data morderstwa       | Miejsce morderstwa   |
| --- | ----------------- | ---- | --------------------- | -------------------- |
| 1.  | Teresa Grabowska  |      | 22 marca 1986(dts)    | Włodzimierzów        |
| 2.  | Danuta Krawczyk   | 60   | 14 stycznia 1992(dts) | Piotrków Trybunalski |
| 3.  | Andrzej Kłosiński |      | 16 stycznia 1992(dts) | Koluszki             |
| 4.  | Mieczysław Beśko  | 35   | 11 czerwca 1992(dts)  | Sulejów              |
| 5.  | Zdzisława Beśko   | 29   | 11 czerwca 1992(dts)  | Sulejów              |
| 6.  | Józef Jęcek       | 60   | 23 czerwca 1992(dts)  | Ciechomin            |
| 7.  | Jarosław Kszczot  | 20   | 26 czerwca 1992(dts)  | Adamów               |

Henrykowi Morusiowi przypisywane jest również dokonanie 26 czerwca 1981 roku zabójstwa piotrkowskiego taksówkarza Stanisława Sobieraja, którego zwłoki zostały znalezione 5 km od wsi Przygłów w gminie Sulejów. Wiadomo było, że Sobieraj znał osobiście jedną z ofiar Morusia, Teresę Grabowską, a także przyjaźnił się z cinkciarzem Józefem Dudkiem, który był znajomym Grabowskiej. W rozmowie z portalem ePiotrkow.pl były policjant Janusz Sielski, który zajmował się sprawą zabójstwa taksówkarza, stwierdził, iż zauważył to samo modus operandi, które pojawiło się w późniejszych zbrodniach Morusia. Jednak ślady zebrane z miejsca zbrodni zaginęły w niejasnych okolicznościach, a sam Henryk Moruś nigdy się nie przyznał do tego zabójstwa.
Proces sądowy ropzoczął się 14 kwietnia 1993 roku. Podczas długotrwałego postępowania sądowego oskarżony nie odzywał się, nie okazywał skruchy i wykonywał obsceniczne gesty, co sugerowało utratę zmysłów (czego jednak nie potwierdziły badania). Biegli psychiatrzy uznali, że jest on w pełni poczytalny i może odpowiadać za swoje czyny – dostrzegli tylko, że nie posiada zdolności do uczuć wyższych. Według najbliższej rodziny był dobrym mężem i troskliwym ojcem trójki dzieci.
13 maja 1993 roku Sąd Wojewódzki w Piotrkowie Trybunalskim skazał Henryka Morusia za cztery morderstwa na karę śmierci z pozbawieniem praw publicznych na zawsze, a za trzy pozostałe morderstwa i trzy występki (kradzież, nielegalny wyrób alkoholu, posiadanie broni bez wymaganego zezwolenia) na 25 lat pozbawienia wolności.

## Rozprawy apelacyjne
3 grudnia 1993 w postępowaniu przed drugą instancją w Sądzie Apelacyjnym w Łodzi uchylono wyrok, zwracając sprawę do ponownego rozpatrzenia, stwierdzając, że rozstrzygnięcie sądu w Piotrkowie było dotknięte istotnymi uchybieniami. Sąd ten doszedł do wniosku, że jedynym dowodem sprawstwa morderstwa Andrzeja Kłosińskiego, przyjętym przez sąd I instancji, było przyznanie się przez Morusia do tego czynu w śledztwie, co przed zakończeniem śledztwa oskarżony odwołał i nie przyznał się przed sądem. Nie zostało też ustalone, czy w tym zabójstwie brała udział jedna osoba czy więcej, na co mogą wskazywać zeznania trzech świadków. Piotrkowski sąd ponownie wymierzył tę samą karę w 1995 roku.
Dwie odrębne apelacje wniesione przez obrońców zarzuciły wyrokowi wiele sprzeczności zawartych w ocenie sądu oraz kwestionowały orzeczenie kary śmierci przy obowiązującym moratorium na jej wykonywanie. Sąd apelacyjny, który rozpatrywał wnioski obrony, uzupełniał (co jest rzadkością) materiał dowodowy o nowe opinie biegłych. Ostatecznie jednak podtrzymał wyrok niższej instancji. Oskarżony w ostatnim słowie stwierdził, że nikogo nie zabił, a wyrok przyjął chłodno.
W uzasadnieniu sąd podkreślił związek przyczynowo-skutkowy między przeprowadzonymi dowodami a oceną sądu pierwszej instancji. Sąd wydał również werdykt, że orzeczenie kary śmierci nie stoi w sprzeczności z art. 2 Europejskiej konwencji praw człowieka, ponieważ (zdaniem sądu) dopuszcza ona możliwość wykonania wyroku skazującego zgodnie z polskim ustawodawstwem, a moratorium dotyczy jedynie okresowego wstrzymania wykonywania kary śmierci. Obrońca, mecenas Wiktor Celler, zapowiedział wniesienie o kasację wyroku. Ostatecznie, po zniesieniu w Polsce kary śmierci wraz z wejściem w życie w 1998 roku nowego Kodeksu karnego, zamieniono ją Henrykowi Morusiowi na karę dożywotniego pozbawienia wolności.

## Odbywanie kary i wniosek o ułaskawienie

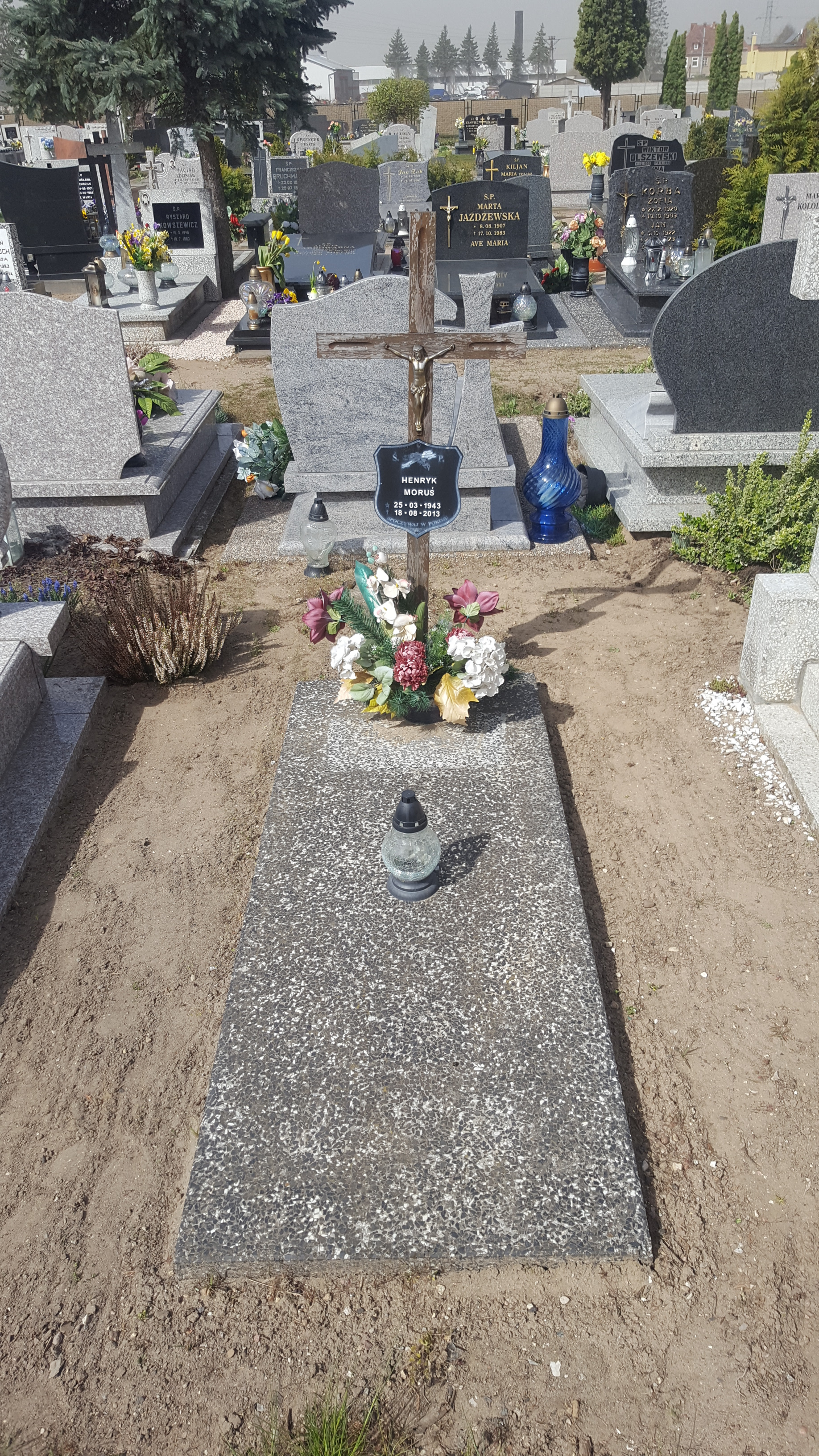
Grób Henryka Morusia w Człuchowie

Osadzony został w więzieniu dla recydywistów, w siedmioosobowej celi w Zakładzie Karnym w Wołowie. Jego zachowanie służby penitencjarne oceniły na tyle dobrze, że korzystał z prawa do pracy, szyjąc w szwalni skórzane piłki. W 2008 roku wnosił o ułaskawienie do prezydenta Lecha Kaczyńskiego. Podkreślał przy tym, że kara bardzo zmieniła jego życie, bardzo żałuje tego, co zrobił, w więzieniu został świadkiem Jehowy i w ich gronie chciałby spędzić resztę swojego życia. Sąd Apelacyjny w Łodzi wydał negatywną opinię do wniosku o ułaskawienie, podobnie jak Sąd Okręgowy w Piotrkowie – zdecydowano tym samym, by prośbę pozostawić bez dalszego biegu. W listopadzie 2009 roku Moruś przeniesiony został, ze względu na stan zdrowia, z Wołowa do Wrocławia.

## Śmierć
Zmarł 18 sierpnia 2013 roku w szpitalu Zakładu Karnego w Czarnem (województwo pomorskie). Miał 70 lat. Prawdopodobną przyczyną zgonu była miażdżyca, kardiomiopatia niedokrwienna i niewydolność serca. Rodzina nie odebrała jego zwłok (pogrzeb urządził zakład karny). Henryk Moruś został pochowany na cmentarzu komunalnym przy ul. Sienkiewicza w Człuchowie.

## Książka
W 2024 roku Andrzej Gawliński wydał pierwszą w Polsce książkę dotyczącą zbrodni Henryka Morusia: Bestia z Sulejowa. Henryk Moruś – morderca i złodziej.